# Sphaeroniscus peruvianus
Sphaeroniscus peruvianus is een pissebed uit de familie Scleropactidae. De wetenschappelijke naam van de soort is voor het eerst geldig gepubliceerd in 1885 door Gustav Budde-Lund.